# Джей, Тони
Тони Джей (англ. Tony Jay; 2 февраля 1933 — 13 августа 2006) — британский актёр и певец.
Бывший член Королевской Шекспировской Компании. Занимался озвучиванием на радио, в мультфильмах, видеоиграх и программах. Он обладал своим характерным баритоном, которым часто озвучивал роли злодеев. Наиболее известен голосами Клода Фролло в мультфильме «Горбун из Нотр-Дама» (1996), Мегабайта в мультсериале «Повторная Загрузка» (1994—2001), и Древнего Бога (и других ролей) в серии видеоигр Legacy of Kain.
Джей сыграл много ролей в кино, включая роли в фильмах «Лоис и Кларк: Новые Приключения Супермена» (1993—1995), «Золотые Девочки» в 1987, «Твин Пикс» в 1990—91, «Близнецы» (1988), «Красавица и чудовище» (1987).

## Ранняя жизнь
Джей родился в Лондоне и ходил в Школу Округа Пиннер. Он окончил Национальную Службу в Королевских ВВС в 1953. Как он позже вспоминал, «Я всегда был актёром в школе». Но он предпочёл бизнес в сфере недвижимости, из-за большей финансовой выгоды. Около 1966 Джей переехал в Южную Африку. Он вернулся в Англию в 1973, а потом переехал в США в 1986.

## Карьера
Во время занятия бизнесом по недвижимости в Англии, временами Джей играл в любительских постановках.

### Южная Африка
Через 3 месяца после переезда в Южную Африку в 33 года Джей нашёл себя в игре радиодрамах, таких как детективный сериал «Sounds of Darkness», где он сыграл слепого агента ФБР (1967—1972). Этот опыт привел его к решению заняться актёрством профессионально.
Джей был актёром, автором и руководителем в радиоработах на первой коммерческой радиостанции Южноафриканской Вещательной Корпорации — Спрингбок Радио (1950—1985). Он снимался в комедийном сериале «Taxi!» (1969—1972, 1975—1978) и был соавтором многих его сценариев. Другие шоу, с которыми он работал — «Lux Radio Theatre», «Playhouse 90» и «Tuesday Theatre». Он адаптировал первые полгода эпизодов «The Avengers» и руководил ими. Этот сериал был основан на британском тв-сериале «The Avengers» 60-х и шёл на Спрингбок в 1971—1973. Чтоб преодолеть разрыв от тв-сериала, Джей говорил голосом ироничного и скептичного диктора.
Работа Джея по озвучиванию привела его к созданию рекламных роликов для таких компаний, как Gunston Cigarettes, Barclays Bank и Bols Brandy.

### Англия
После возвращения в Англию в 1973, Джей работал на телевидении. Для сериала BBC «Падение Орлов» (1974) он сыграл императора России Александра III. Он снимался в «Тимоне Афинском» (1981) для BBC в роли Шекспира и в популярных фильмах типа «Летучий Отряд Скотланд-Ярда» (1975) и «Профессионалы» (1978).
В этот же период он снимался в фильме Вуди Аллена «Любовь и Смерть» (1975). Джордж Лукас встретился с Джеем насчет роли Оби-Ван Кеноби в фильме с рабочим названием «Галактическая Война». Джей согласился на эту роль, но Лукас предпочел Алека Гиннесса.
На сцене Джей играл в «Трёх Сестрах» Чехова (1976), «Глубоком Голубом Море» (1981), «Великих Ожиданиях» (1984), «Венецианском Купце» и в «Жизни и Приключениях Николаса Никльби» (1986) Королевского Шекспировского Театра.

### США
После тура в Англии «Николас Никльби» начал тур в США, начав с представлений в Лос-Анджелесе в 1986, а затем в Бостоне, Филадельфии, Вашингтоне и Нью-Йорке. «Даже до того как я уехал из Англии, я сказал друзьям, что я бы остался, если получил шанс», — вспоминал Джей в 1986 в интервью «Нью-Йорк Таймс».
Пока спектакль шёл с августа по октябрь 1986 года в театре Бродхерст на Бродвее, «Нью-Йорк Таймс» назвала игру Джея «блестящей». Благодаря этому, он был номинирован на премию «Драма Деск» в 1987 как «Выдающийся актёр».
Игра Джея привлекла внимание агента, который организовал ему возвращение из Англии в США на прослушивание. Джей сыграл в неудачной программе «Цирк». На съёмках он познакомился с визажисткой Кэти Роджерс — его будущей второй женой. Он переехал в США и стал гражданином этой страны.
Джей сыграл в сериалах «Город Сверхъестественного. Индиана» (1991) и «Звездный Путь: Следующее Поколение» (1992).
Джей озвучил героев в мультфильмах «Красавица и Чудовище» (1991) и «Черепашки-Ниндзя» (1987). Джея предпочли известным актёрам для озвучивания Судьи Фролло в «Горбуне из Нотр-Дама». Джей повторил его голос для ночного шоу фейерверков «Fantasmic!» Мира Уолта Диснея. В различных анимационных проектах он озвучил Шерхана. Джей хорошо известен среди фанатов видеоигр своим озвучиванием персонажей.
Джей был поклонником классического Бродвея и сделал несколько записей и исполнений старой бродвейской лирики. Компакт-диск с этими записями, «Speaking of Broadway» был выпущен в 2005; версия, записанная в 1996, была названа «Poets on Broadway», как и его сайт. На нём он читает лирику, сопровождаемую синтезированной оркестровой музыкой, написанной и сыгранной им.
В 2006 Джей был номинирован на премию «Энни» и «Дневную премию» «Эмми».

## Болезнь и смерть
В апреле 2006 в Медицинском Центре Седарс-Синай (Лос-Анджелес) Джей перенёс операцию по удалению незлокачественной опухоли лёгких. Потом его состояние стало критическим и он был возвращён в Седарс-Синай, где умер 13 августа 2006 в 73 года. Он похоронен в Мемориальном Парке Форест-Лон в Лос-Анджелесе.

## Фильмография

### Актёр
| Год       | Русское название                          | Оригинальное название                        | Роль                 |
| --------- | ----------------------------------------- | -------------------------------------------- | -------------------- |
| 1970      | Песня в моем сердце                       | Lied in My Hart                              | Руди                 |
| 1970      | Скотти и Компания                         | Scotty & Co.                                 | Джинджер Сид         |
| 1970      | Увидимся завтра                           | Sien jou môre                                | Prof. Ivan Ullman    |
| 1972      | Победители                                | The Winners                                  | Natie Kaplan         |
| 1974      | Падение орлов                             | Fall of Eagles                               | Царь Александр III   |
| 1975      | Летучий отряд Скотланд Ярда               | The Sweeney                                  | Lambourne            |
| 1975      | Любовь и смерть                           | Love and death                               | Владимир Максимович  |
| 1975      | Шесть дней правосудия                     | Six Days of Justice                          | Edwin Lovatt         |
| 1978      | Греческий магнат                          | The Greek Tycoon                             | Врач                 |
| 1978      | Профессионалы                             | The Professionals                            | Наблюдатель          |
| 1980      | Побег                                     | Escape                                       | Полковник            |
| 1981      | Тимон Афинский                            | Timon of Athens                              | Торговец             |
| 1982      | Апокалипсис оп-ля!                        | Whoops Apocalypse                            | Bagatu               |
| 1982      | Время Агаты Кристи                        | The Agatha Christie Hour                     | Граф Стрептич        |
| 1985      | Демпси и Мейкпис                          | Dempsey and Makepeace                        | Abe Moser            |
| 1987      | Крошка Доррит                             | Little Dorrit                                | Врач                 |
| 1987      | Золотые девочки                           | The Golden Girls                             | Скульптор            |
| 1987      | Охотник                                   | Hunter                                       | Отец Майклс          |
| 1988      | Цирк                                      | Circus                                       | Конрад Симпсон       |
| 1988      | Близнецы                                  | Twins                                        | Вернер               |
| 1988      | Моя мачеха — инопланетянка                | My Stepmother Is an Alien                    | Глава совета         |
| 1989      | Мистер Бельведер                          | Mr. Belvedere                                | Капитан Пил          |
| 1988-1989 | Красавица и чудовище                      | Beauty and the Beast                         | Парацельс            |
| 1989      | Новые приключения Лесси                   | The New Lassie                               | Мистер Шепард        |
| 1989      | Ньюхарт                                   | Newhart                                      | Реджинальд Вустер    |
| 1990      | Кристин Кромуэл                           | Christine Cromwell                           |                      |
| 1990      | Рэйнбоу Драйв                             | Rainbow Drive                                | Макс Холлистер       |
| 1991      | Мэтлок                                    | Matlock                                      | Джон Босли Хакетт    |
| 1990-1991 | Твин Пикс                                 | Twin Peaks                                   | Дагги Милфорд        |
| 1991      | Чужие люди                                | Absolute Strangers                           | Вайсфельд            |
| 1991      | Мерфи Браун                               | Murphy Brown                                 | Доктор Уэйд Бенуа    |
| 1991      | Город сверхъестественного. Индиана        | Eerie, Indiana                               | Сир Борис вон Орлофф |
| 1991      | Династия: Примирение                      | Dynasty: The Reunion                         | Др. Джобинет         |
| 1991      | Ночной суд                                | Night Court                                  | Joseph Schiavelli    |
| 1991      | Кто здесь Босс?                           | Who’s the Boss?                              | Пол Мёрфи            |
| 1991      | Сестры                                    | Sisters                                      | Чарльз Дикенс        |
| 1992      | Звездный путь: Следующее поколение        | Star Trek: The Next Generation               | Министр Кампио       |
| 1993      | Приключения Бриско Каунти-младшего        | The Adventures of Brisco County, Jr.         | Судья                |
| 1993-1995 | Лоис и Кларк: Новые приключения Супермена | Lois & Clark: The New Adventures of Superman | Найджел              |
| 1996      | Горящая зона                              | The Burning Zone                             | Председатель         |
| 1999      | Служить и защищать                        | To Serve and Protect                         | Police Pathologist   |
| 2001      | Провиденс                                 | Providence                                   |                      |

### Озвучка фильмов, мультфильмов и программ
| Год       | Русское название                            | Оригинальное название                  | Роль                                    |
| --------- | ------------------------------------------- | -------------------------------------- | --------------------------------------- |
| 1981      | Бандиты во времени                          | Time Bandits                           | Верховное существо                      |
| 1984      | Навсикая из Долины ветров                   | Kaze no tani no Naushika               | Рассказчик в английской версии          |
| 1989      | Большой бой Астерикса                       | Astérix et le coup du menhir           | Рассказчик в английской версии          |
| 1990-1991 | Чудеса на виражах                           | TaleSpin                               | Шерхан                                  |
| 1991      | Красавица и Чудовище                        | Beauty and the Beast                   | Monsieur D’Arque                        |
| 1991-1993 | Легенда о принце Валианте                   | The Legend of Prince Valiant           | Cynan / Baron Alric / Magistrate        |
| 1994-1995 | Фантастическая четвёрка                     | Fantastic Four                         | Galactus / Terrax / Nauseated Man on TV |
| 1994-2001 | Повторная загрузка                          | Reboot                                 | Мегабайт                                |
| 1996      | Горбун из Нотр-Дама                         | The Hunchback of Notre Dame            | Судья Фролло                            |
| 1996      | Супермен: Последний сын Криптона            | Superman: The Last Son of Krypton      | Sul-Van                                 |
| 1996      | Чeловек-паук                                | Spider-Man                             | Baron Mordo                             |
| 1996      | Зигфрид и Рой                               | The Legend of Sarmoti: Siegfried & Roy |                                         |
| 1999      | Остин Пауэрс: Шпион, который меня соблазнил | Austin Powers: The Spy Who Shagged Me  | Рассказчик                              |
| 2001      | Легенда о Тарзане                           | The Legend of Tarzan                   | Poacher                                 |
| 2001      | Битва за космос                             | Race to Space                          | Рассказчик                              |
| 2002      | Планета сокровищ                            | Treasure Planet                        | Рассказчик                              |
| 2003      | Нострадамус: 500 лет спустя                 | Nostradamus: 500 Years Later           |                                         |
| 2003      | Книга джунглей 2                            | The Jungle Book 2                      | Шер-Хан                                 |
| 2004      | Правда об НЛО                               | UFO Files                              | Рассказчик                              |
| 2004      | Юные Титаны                                 | Teen Titans                            | Рассказчик                              |

## Другие работы

### Озвучка видеоигр
| Год  | Название                                                 | Роль                                     |
| ---- | -------------------------------------------------------- | ---------------------------------------- |
| 1992 | King’s Quest VI: Heir Today, Gone Tomorrow               | Captain Saladin, Gate, Arch Druid        |
| 1996 | Disney’s Animated Storybook: The Hunchback of Notre Dame | Судья Фролло                             |
| 1996 | Blood Omen: Legacy of Kain                               | Mortanius, William the Just, Dark Entity |
| 1997 | Warcraft Adventures: Lord of the Clans                   | Drek’Thar                                |
| 1997 | Fallout: A Post-Nuclear Role-Playing Game                | The Lieutenant                           |
| 1998 | Reboot                                                   | Мегабайт                                 |
| 1998 | Titanic Explorer                                         | Capt. Smith, Sir Rufus Isaacs            |
| 1998 | Die by the Sword                                         | Rastegar, Grub                           |
| 1999 | Legacy of Kain: Soul Reaver                              | Elder God, Zephon                        |
| 1999 | Planescape: Torment                                      | The Transcendent One                     |
| 1999 | Y2K: The Game                                            | Mister Leopard                           |
| 2000 | Forgotten Realms: Icewind Dale                           | Kresselack                               |
| 2000 | Sacrifice                                                | Mithras                                  |
| 2001 | The Jungle Book: Rhythm 'n Groove                        | Шерхан                                   |
| 2001 | Dopey’s Wild Mine Ride                                   | Magic Mirror                             |
| 2001 | Soul Reaver 2                                            | Elder God                                |
| 2001 | Forgotten Realms: Baldur’s Gate — Dark Alliance          | Xantam The Beholder, Ethon               |
| 2001 | Return to Castle Wolfenstein                             | Директор                                 |
| 2001 | Star Trek: Armada II                                     | USS Caddebostan Captain                  |
| 2002 | Draconus: Cult of the Wyrm                               | Рассказчик                               |
| 2002 | Hunter: The Reckoning                                    | Рассказчик                               |
| 2003 | Freelancer                                               | Chancellor Florian Gustov Niemann        |
| 2003 | Star Trek: Elite Force II                                | Archeopenda                              |
| 2003 | Lionheart                                                |                                          |
| 2003 | Lionheart: Legacy of the Crusader                        |                                          |
| 2003 | Armed & Dangerous                                        | Король                                   |
| 2003 | The Lord of the Rings: War of the Ring                   | Рассказчик                               |
| 2003 | Mace Griffin: Bounty Hunter                              | Leader of the Rangers                    |
| 2003 | Legacy of Kain: Defiance                                 | Elder God                                |
| 2004 | Fallout: Brotherhood of Steel                            | Attis, narrator                          |
| 2004 | Champions of Norrath: Realms of EverQuest                | Innorruk                                 |
| 2004 | Galleon                                                  | Areliano, narrator                       |
| 2004 | X-Men Legends                                            | Magneto                                  |
| 2004 | The Bard’s Tale                                          | Рассказчик                               |

### Аудиокниги и аудиоигры
Аудиокниги:
- 2005: «Time’s Fool: A Mystery of Shakespeare» by Leonard Tourney. Blackstone Audio.
- 2006: «Замок Отранто» английского писателя Хораса Уолпола. Blackstone Audio.

Аудиоигра:
- 1998: «Кабинет доктора Калигари», победитель премии «Независимый издатель». Blackstone Audio. Cast member.

Радиосериалы:
- 1967—1976: The Sound of Darkness. Сценарист, актёр (голос).
- 1968—1972: Squad Cars. Актёр (голос).
- 1969—1972: Taxi! Writer. Red Kowalski (голос).
- 1971—1972: The Avengers. Сценарист, режиссёр.

Реклама:
- London Broadcasting Company.[32]
- The Empire Strikes Back.
- The Dark Crystal.
- Return of the Jedi.
- X-Men 2: Clone Wars.
- Batman & Mr. Freeze: SubZero.

## Премии
| Премия                | Год  | Категория                                        | Фильм                             | Результат   |
| --------------------- | ---- | ------------------------------------------------ | --------------------------------- | ----------- |
| Премия «Энни»         | 2006 | Озвучивание в телевизионном производстве         | Miss Spider’s Sunny Patch Friends | Номинирован |
| Дневная премия «Эмми» | 2006 | Выдающийся исполнитель в анимированной программе | Miss Spider’s Sunny Patch Friends | Номинирован |